# Men at Work (popgroep)
Men at Work is een Australische rockband, opgericht in 1979 in Melbourne. De groep kreeg haar internationale doorbrak met het eerste album Business as Usual, en dan vooral met de singles Who Can It Be Now? (1981) en Down Under (1982).

## Geschiedenis
Men at Work werd in 1979 opgericht door Colin Hay en Ron Strykert. Nadien kwamen daar nog Jerry Speiser, Greg Ham en John Rees bij. In 1981 brachten ze hun eerste single uit: Who Can It Be Now?. De single werd een grote hit in Australië, net als hun debuutalbum Business as Usual. In 1982 werd Who Can It Be Now? nummer 1 in Amerika. Het tweede nummer, Down Under, werd nummer 1 in zowel Amerika als Groot-Brittannië. Down Under werd voor de grap gemaakt en is een vrolijk komisch liedje over de typische dingen van Australië, zoals een vegemite sandwich. Het wordt beschouwd als het tweede volkslied van Australië.

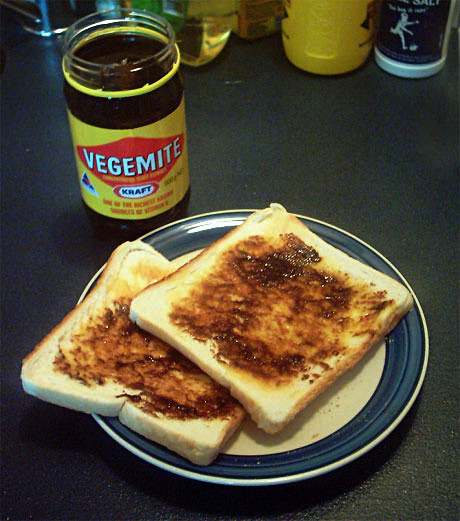
Vegemite op brood

In 1982 kregen ze de Grammy voor Best new Artist.
Het tweede album Cargo werd al opgenomen in 1982, maar door het succes van het vorige album werd het pas in 1983 uitgebracht. Cargo bracht de hits Dr. Heckyll & Mr. Jive, Overkill en It's a Mistake voort. In het jaar daarop werden Rees en Speiser ontslagen, voornamelijk door spanningen tussen Hay en Speiser. In 1985 werd hun derde album Two Hearts uitgebracht. Ondanks goud in Amerika was dit album wereldwijd geen succes.
Hay begon een solocarrière en bracht in 1987 Looking for Jack uit. De plaat kreeg weinig aandacht. Ondanks het geringe succes blijft Hay platen uitbrengen.
In 1998 tourde Hay samen met Ham in Brazilië. Het resultaat werd op het livealbum Brazil geplaatst. Ham werd op 19 april 2012 dood aangetroffen in zijn huis, op 58-jarige leeftijd.
Vanaf 1996 tourden Hay en Ham wereldwijd, aangevuld met sessiemuzikanten. Dit stopte in 2012 bij het overlijden van Ham. Vanaf 2019 begon Hay opnieuw te touren als Men at Work.

## Samenstelling
- Colin Hay - leadzanger en gitaar
- Ron Strykert - gitaar, zang
- Jerry Speiser - drum
- Greg Ham - saxofoon, fluit, keyboard (overleden)
- John Rees - basgitaar, zang

## Discografie

### Albums
| Album met eventuele hitnotering(en) in de Nederlandse Album Top 100 | Datum van verschijnen | Datum van binnenkomst | Hoogste positie | Aantal weken | Opmerkingen |
| ------------------------------------------------------------------- | --------------------- | --------------------- | --------------- | ------------ | ----------- |
| Business as Usual                                                   | 1982                  | 3-4-1982              | 2               | 16           |             |
| Cargo                                                               | 1983                  | 7-5-1983              | 9               | 17           |             |
| Two Hearts                                                          | 1985                  |                       | -               |              |             |
| Brazil                                                              | 1998                  |                       | onb             |              |             |

### Singles
| Single met eventuele hitnotering(en) in de Nederlandse Top 40 | Datum van verschijnen | Datum van binnenkomst | Hoogste positie | Aantal weken | Opmerkingen                                           |
| ------------------------------------------------------------- | --------------------- | --------------------- | --------------- | ------------ | ----------------------------------------------------- |
| Down Under                                                    | 1982                  | 27-3-1982             | 2               | 11           | #2 in de Nationale Hitparade / #2 in de TROS Top 50   |
| Who Can It Be Now?                                            | 1982                  | 5-6-1982              | tip13           | 4            | #49 in de Nationale Hitparade                         |
| Overkill                                                      | 1983                  | 7-5-1983              | 16              | 6            | #15 in de Nationale Hitparade / #18 in de TROS Top 50 |

| Single met hitnotering(en) in de Vlaamse Ultratop 50 | Datum van verschijnen | Datum van binnenkomst | Hoogste positie | Aantal weken | Opmerkingen |
| ---------------------------------------------------- | --------------------- | --------------------- | --------------- | ------------ | ----------- |
| Down Under                                           | 1982                  | 17-4-1982             | 6               | 10           |             |
| Overkill                                             | 1983                  | 28-5-1983             | 26              | 3            |             |

### NPO Radio 2 Top 2000
| Nummer met noteringen in de NPO Radio 2 Top 2000 | '99 | '00 | '01 | '02 | '03 | '04 | '05 | '06 | '07 | '08 | '09 | '10 | '11 | '12 | '13 | '14 | '15 | '16 | '17 | '18 | '19 | '20 | '21 | '22 | '23 | '24 |
| ------------------------------------------------ | --- | --- | --- | --- | --- | --- | --- | --- | --- | --- | --- | --- | --- | --- | --- | --- | --- | --- | --- | --- | --- | --- | --- | --- | --- | --- |
| Down Under                                       | 229 | 188 | 285 | 206 | 237 | 336 | 344 | 406 | 598 | 364 | 586 | 619 | 598 | 505 | 421 | 570 | 558 | 642 | 518 | 517 | 563 | 568 | 635 | 622 | 671 | 790 |

1. ↑  Een vetgedrukt getal geeft de hoogste notering aan.